# William Mitchell Ramsay

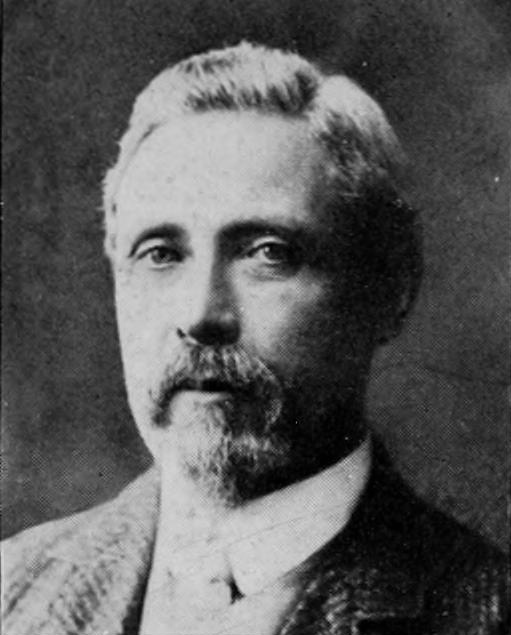
Sir William M. Ramsay

Sir William Mitchell Ramsay FBA (15 de março de 1851 – 20 de abril de 1939) foi um arqueólogo escocês e estudioso do Novo Testamento . Com sua morte em 1939, ele havia se tornado a maior autoridade de sua época na história da Ásia Menor e um importante estudioso no estudo do Novo Testamento. Ele era cético em relação ao cristianismo, mas se converteu depois de verificar a exatidão de muitos dos eventos narrados nos relatos neotestamentários.
Ramsay foi educado na escola de pensamento de Tübingen (fundada por FC Baur ), que duvidava da confiabilidade do Novo Testamento, mas seus extensos estudos arqueológicos e históricos o convenceram de sua precisão histórica. Do cargo de Professor de Arte Clássica e Arquitetura em Oxford, foi nomeado Regius Professor of Humanity (a cátedra de latim) em Aberdeen.
Cavaleiro em 1906 para marcar seu distinto serviço ao mundo da erudição, Ramsay também ganhou três bolsas honorárias das faculdades de Oxford, nove doutorados honorários de universidades britânicas, continentais e norte-americanas e tornou-se membro honorário de quase todas as associações dedicadas à arqueologia e história pesquisar. Ele foi um dos membros originais da Academia Britânica e foi premiado com a Medalha de Ouro do Papa Leão XIII em 1893 e a Medalha Vitoriana da Royal Geographical Society em 1906.

## Vida Pessoal e Acadêmica
Ramsay nasceu em Glasgow, Escócia, o filho mais novo de um advogado de terceira geração, Thomas Ramsay e sua esposa Jane Mitchell, filha de William Mitchell . Seu pai morreu quando ele tinha seis anos, e a família mudou-se da cidade para a casa da família no distrito rural perto de Alloa . A ajuda de seu irmão mais velho e de seu tio materno, Andrew Mitchell de Alloa, possibilitou que ele estudasse no Gymnasium em Old Aberdeen .
Ramsay estudou na Universidade de Aberdeen, onde obteve alta distinção e mais tarde tornou-se Professor de Humanidades. Ele ganhou uma bolsa de estudos para o St. John's College, Oxford, onde obteve uma primeira classe em moderação clássica (1874) e em literae humaniores (1876). Ele também estudou sânscrito com o estudioso Theodor Benfey em Göttingen .
Em 1880, Ramsay recebeu uma bolsa de estudos em Oxford para viagens e pesquisas na Grécia. Em Smyrna, ele conheceu Sir CW Wilson, então cônsul-geral britânico na Anatólia, que o aconselhou sobre áreas interiores adequadas para exploração. Ramsay e Wilson fizeram duas longas viagens durante 1881 e 1882.
Ele viajou muito pela Ásia Menor e rapidamente se tornou a autoridade reconhecida em todos os assuntos relacionados  associados às viagens missionárias de São Paulo e ao cristianismo no início do Império Romano .  A Grécia e a Turquia permaneceram o foco da pesquisa de Ramsay pelo restante de sua carreira acadêmica. Em 1883, ele descobriu a peça musical completa mais antiga do mundo, o epitáfio Seikilos . No final do século 19, ele descobriu dois dos mais importantes monumentos frígios - as tumbas de pedra "Aslantaş" (Pedra do Leão) e "Yılantaş" (Pedra da Cobra), localizadas perto do centro da cidade de Afyon. Em 1890, ele descobriu inscrições em uma língua desconhecida da Anatólia, Pisidian, cuja descrição ele publicou em 1895. Ele era conhecido por sua experiência na geografia histórica e topografia da Ásia Menor e de sua história política, social, cultural e religiosa.
Depois de se tornar membro do Exeter College, Oxford em 1882, de 1885 a 1886, Ramsay ocupou o recém-criado Lincoln Professor de Arqueologia Clássica e Arte em Oxford e tornou-se membro do Lincoln College (companheiro honorário em 1898). Em 1886, Ramsay foi nomeado Regius Professor of Humanity na Universidade de Aberdeen.  Ele permaneceu afiliado ao Aberdeen até sua aposentadoria em 1911.
De 1880 em diante, ele recebeu os graus honorários de DCL Oxford, LL. D. St Andrews e Glasgow e DD Edimburgo. Em 1906, Ramsay foi nomeado cavaleiro por suas realizações acadêmicas no 400º aniversário da fundação da Universidade de Aberdeen. Ele foi eleito membro de sociedades científicas na Europa e na América e recebeu medalhas da Royal Geographical Society e da Universidade da Pensilvânia .

## Da veracidade histórica em Atos dos Apóstolos
Os estudos de Ramsay na Ásia Menor o levaram a aceitar a confiabilidade e precisão do relato de Lucas no Livro de Atos. Ele escreveu:
"Posso alegar ter entrado nesta investigação sem nenhum prejuízo em favor da conclusão que agora tentarei justificar ao leitor. Pelo contrário, comecei com uma mente desfavorável a ela pela engenhosidade e aparente integridade da teoria de Tubingen, teoria esta que uma vez já me convenceu bastante. Não fazia parte da minha linha de vida investigar minuciosamente o assunto, mas, mais recentemente, encontrei-me frequentemente em contato com o livro de Atos como uma autoridade para as antiguidades topográficas e a sociedade de Ásia Menor. Aos poucos fui percebendo que em vários detalhes a narrativa mostrava uma verdade maravilhosa."
Ramsay foi primeiro para a Ásia Menor, onde muitas das cidades mencionadas no Livro de Atos não tinham localização definida. Mais tarde na vida, ele concluiu: "Um estudo mais aprofundado... ser um modelo de declaração histórica" ( The Bearing of Recent Discovery, p. 85). Na página 89 do mesmo livro, Ramsay relatou:
"Você pode pressionar as palavras de Lucas em um grau além de qualquer outro historiador e elas passam pelo escrutínio mais aguçado e pelo tratamento mais duro, contanto que o crítico conheça o assunto e não vá além dos limites da ciência e da justiça."

## Família
Sua esposa, Agnes, Lady Ramsay, neta do Dr. Andrew Marshall de Kirkintilloch, acompanhou-o em muitas de suas viagens e é autora de Everyday Life in Turkey (1897) e The Romance of Elisavet (1899). Ele era neto do empresário William Mitchell (1781–1854). Outros parentes incluem Mary Ramsay e Agnes Margaret Ramsay, que foram responsáveis por contribuir com várias fotografias e ilustrações em seu trabalho sobre as Cartas às Sete Igrejas .